# Shirván (ciudad)
Shirván (hasta el 2008 Əli Bayramlı, en azerí: Şirvan) es una de las once ciudades autónomas (şəhər) que conforman la República de Azerbaiyán. 

## Demografía
| Gráfica de evolución de Shirván entre 1939 y 2020 |
|                                                   |